# Platygaster biroi
Platygaster biroi är en stekelart som beskrevs av Peter Neerup Buhl 2004. Platygaster biroi ingår i släktet Platygaster och familjen gallmyggesteklar. Inga underarter finns listade i Catalogue of Life.